# Holconier
Die Holconier waren eine der einflussreichsten und reichsten Familien in der Stadt Pompeji in den zwei letzten Jahrhunderten ihres Bestehens. Vor allem drei Vertreter der Familie sind bekannt geworden:
- Marcus Holconius Priscus, 79 v. Chr. duumvir, 75 v. Chr. Ädil in Pompeji;
- Marcus Holconius Rufus, ein reicher Unternehmer;
- Marcus Holconius Celer, dessen Sohn.

Die Holcinii waren als Weinbauer im pompejanischen Umland reich geworden. Sogar eine Rebsorte wurde nach ihnen benannt. Ihre Erzeugnisse vertrieben sie bis nach Rom. Neben dem Weinbau betrieben sie auch eine Ziegelei, in der je nach Jahreszeit abwechselnd Amphoren und Ziegel hergestellt wurden.
Robert Harris lässt in seinem Roman Pompeji den Duumvir des Jahres 79 als Marcus Holconius auftreten.